# Kapitulace

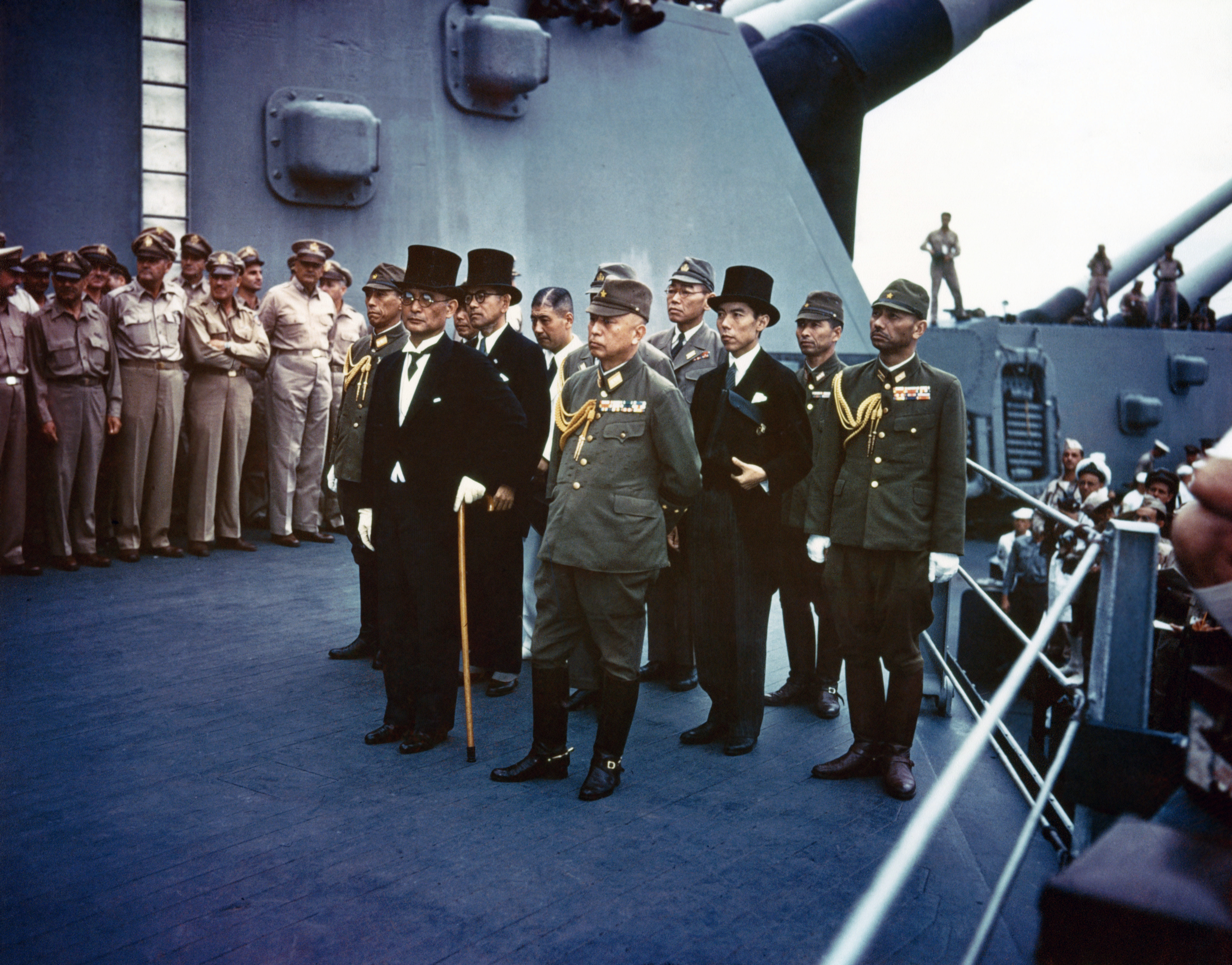
Japonská delegace na palubě USS Missouri

Kapitulace (z lat. capitulare – sepsat hlavní body) představuje takový typ ukončení boje (respektive války), kdy jedna ze stran uzná marnost dalšího boje, „složí zbraně“ a vydá se na milost (nebo nemilost) vítězné straně. Kapitulovat může stát a veškeré jeho ozbrojené síly (viz Transvaal a Oranžsko 1902, Rusko, Rakousko-Uhersko či Německo v roce 1918, Polsko 1939, Německo 1945) nebo jen dílčí jednotka, respektive jednotky na určitém území (viz kapitulace Singapuru 1942 nebo kapitulace amerických jednotek na Filipínách téhož roku nebo ve Vietnamu po pádu Saigonu).

## Charakteristika
Kapitulace může být bezpodmínečná (Německo 1945, Japonsko 1945) nebo s podmínkami (viz kapitulace Singapuru 1942, kde podmínkou byl později porušený příslib slušného zacházení se zajatci ze strany Japonců).
Rozdíl mezi kapitulací s podmínkami a příměřím za nevýhodných podmínek (například příměří mezi Finskem a SSSR v letech 1940 a 1944), je (většinou) nesložení zbraní slabší stranou a její možnost posléze pokračovat v boji v případě příměří. V případě kapitulace však obvykle ztrácí slabší strana možnost dalšího plnohodnotného odporu, neboť součástí podmínek je prakticky vždy odevzdání minimálně klíčových zbraní a (minimálně dočasná) ztráta kontroly nad oblastmi z vojenského hlediska strategicky nepostradatelnými.
Po uzavření kapitulace následuje dohoda, které je označována jako mírová smlouva.